# العلاقات الإستونية الكيريباتية
العلاقات الإستونية الكيريباتية هي العلاقات الثنائية التي تجمع بين إستونيا وكيريباتي.

## مقارنة بين البلدين
هذه مقارنة عامة ومرجعية للدولتين:
| وجه المقارنة                                              | إستونيا                                                                             | كيريباتي                        |
| --------------------------------------------------------- | ----------------------------------------------------------------------------------- | ------------------------------- |
| المساحة (كم2)                                             | 45.34 ألف                                                                           | 811                             |
| عدد السكان (نسمة)                                         | 1.32 مليون                                                                          | 116.40 ألف                      |
| الكثافة السكانية (ن./كم²)                                 | 29.11                                                                               | 14.35 ألف                       |
| العاصمة                                                   | تالين                                                                               | جنوب تاراوا                     |
| اللغة الرسمية                                             | اللغة الإستونية                                                                     | لغة إنجليزية، اللغة الكيريباتية |
| العملة                                                    | يورو، كرون إستوني، كرون إستوني، المارك الإستوني                                     | دولار كريباتي، دولار أسترالي    |
| الناتج المحلي الإجمالي (بليون دولار)                      | 25.92 مليار                                                                         | 196.15 مليون                    |
| الناتج المحلي الإجمالي (تعادل القوة الشرائية) بليون دولار | 38.11 مليار                                                                         | 224.26 مليون                    |
| الناتج المحلي الإجمالي الاسمي للفرد دولار أمريكي          | 17.79 ألف                                                                           | 1.42 ألف                        |
| الناتج المحلي الإجمالي للفرد دولار أمريكي                 | 28.14 ألف                                                                           | 1.81 ألف                        |
| مؤشر التنمية البشرية                                      | 0.871                                                                               | 0.590                           |
| رمز المكالمات الدولي                                      | +372                                                                                | +686                            |
| رمز الإنترنت                                              | .ee                                                                                 | .ki                             |
| المنطقة الزمنية                                           | ت ع م+02:00، ت ع م+03:00، توقيت شرق أوروبا، أوروبا/تالين ‏، توقيت شرق أوروبا الصيفي ‏ |                                 |

## منظمات دولية مشتركة
يشترك البلدان في عضوية مجموعة من المنظمات الدولية، منها:
| علم المنظمة | اسم المنظمة                   | تاريخ انضمام إستونيا | تاريخ انضمام كيريباتي |
| ----------- | ----------------------------- | -------------------- | --------------------- |
|             | مؤسسة التنمية الدولية         | 11 أكتوبر 2008       | 2 أكتوبر 1986         |
|             | يونسكو                        | 14 أكتوبر 1991       | 24 أكتوبر 1989        |
|             | الأمم المتحدة                 | 17 سبتمبر 1991       | 14 سبتمبر 1999        |
|             | الاتحاد البريدي العالمي       | ?                    | ?                     |
|             | البنك الدولي للإنشاء والتعمير | 23 يونيو 1992        | 29 سبتمبر 1986        |
|             | الاتحاد الدولي للاتصالات      | 19 مايو 1922         | 3 نوفمبر 1986         |
|             | منظمة حظر الأسلحة الكيميائية  | ?                    | ?                     |
|             | مؤسسة التمويل الدولية         | 9 أغسطس 1993         | 2 أكتوبر 1986         |

## وصلات خارجية
- موقع وزارة الخارجية الإستونية